# Eiyou Senshi Carrotman
Eiyou Senshi Carrotman (栄養戦士キャロットマン) é uma canção de Hironobu Kageyama. Foi lançada em 22 de janeiro de 2025 pela Cygames.

## Produção
O nome da canção se refere a uma heroína homônima de tokusatsu inclusa na franquia Uma Musume Pretty Derby; ela é ídolo da personagem Biko Pegasus.
Para promover produtos da franquia, foi produzido um episódio completo da heroína lançado no YouTube, com Kageyama cantando esta música tema. Aimi Tanaka, que é a seiyū da personagem Biko Pegasus, a interpretou em carne e osso pela primeira vez. Já Carrotman foi interpretada pela atriz Yuri Sakuma
Os produtores queriam Kageyama desde o início, e ficaram felizes com o aceite do cantor.
Kageyama ficou feliz com o resultado, dizendo "senti que essa música foi composta com respeito aos trabalhos de tokusatsu da época, evocando heróis de uma época passada". Também disse que foi divertido fazer os vocais desta canção, citando até um desafio de subir uma nota antes de um grito perto do refrão durante a gravação.

## Faixas
| N.º            | Título                   | Letras           | Música         | Arranjo        | Duração |  |
| 1.             | "Eiyou Senshi Carrotman" | Takuya Hashimoto | T. Hashimoto   | T. Hashimoto   | 3:32    |  |
| Duração total: | Duração total:           | Duração total:   | Duração total: | Duração total: | 3:32    |  |